# Survival of the Dead
Survival of the Dead är en amerikansk skräckfilm från 2009. Filmen är den sjätte i ordningen av George A. Romero, och ger en inblick i en värld där människorna är i minoritet och zombier regerar.

## Medverkande
- Alan Van Sprang
- Eric Woolfe
- Kenneth Welsh
- Kathleen Munroe
- Richard Fitzpatrick
- Athena Karkanis